# Donna De Lory
Donna Eve De Lory (ur. 10 września 1964 w Calabasas) – amerykańska piosenkarka, tancerka i tekściarka.  

## Życiorys
Jej ojcem jest Al De Lory, znany producent i muzyk. Głos Donny można usłyszeć na płytach takich muzyków jak Carly Simon, Ray Parker, Jr., Kim Carnes, Santana, Belinda Carlisle i Madonna. De Lory towarzyszyła Madonnie jako wokalistka i tancerka na każdym koncercie począwszy od trasy Who's That Girl World Tour w 1987 roku aż do Confessions Tour w 2006 roku. Ostatni raz wspólnie wystąpiły publicznie na koncercie Live Earth 2007 w Londynie.  
Wydała dziesięć albumów studyjnych i pięć singli. Jej muzyka jest określana jako ambitny, akustyczny pop połączony z world music. 

## Dyskografia

### Albumy
- Donna De Lory (1992)
- Bliss, also known as Love Never Dies (1998)
- Songs '95 (recorded in 1995, released in 2002)
- Live & Acoustic (2002)
- In the Glow (2003)
- The Lover and the Beloved (2004)
- Sky is Open (2006)
- Sanctuary (2009)
- The Unchanging (2013)
- Live from Kula Space (2016)

### Single
- „Luck is an Angel” (1989)
- „Praying For Love” (1992)
- „Just a Dream” (1993)
- „Think It Over” (1993)
- „On and On” (1999)

## Filmografia
- W łóżku z Madonną, 1991
- Women of the Night, 2001[3]
- I’m Going to Tell You a Secret, 2005